# Katarzyna Popieluch
Katarzyna Popieluch (* 16. September 1963 in Nowy Targ) ist eine ehemalige polnische Skilangläuferin.

## Werdegang
Popieluch, die für den AZS Zakopane startete, trat international erstmals bei der Winter-Universiade 1987 in Štrbské Pleso in Erscheinung. Dort gewann sie Bronze mit der Staffel. Bei den Weltmeisterschaften 1987 in Oberstdorf belegte sie den 47. Platz über 20 km Freistil, den 36. Rang über 5 km klassisch und den 11. Platz mit der Staffel. Zwei Jahre später holte sie bei der Winter-Universiade in Witoscha die Silbermedaille mit der Staffel. Ihre besten Platzierungen bei den Weltmeisterschaften 1989 in Lahti waren der 22. Platz über 15 km klassisch und der 12. Rang mit der Staffel. Bei der Winter-Universiade 1991 in Sapporo gewann sie erneut Bronze mit der Staffel und lief bei den Weltmeisterschaften 1991 im Val di Fiemme auf den 47. Platz über 30 km Freistil, auf den 41. Rang über 15 km klassisch und auf den 23. Platz über 5 km klassisch. Zusammen mit Małgorzata Ruchała, Bernadeta Bocek und Halina Nowak kam sie dort auf den siebten Platz in der Staffel. Ihr letztes internationales Rennen absolvierte sie im folgenden Jahr bei den Olympischen Winterspielen in Albertville. Dort errang sie den 38. Platz über 15 km klassisch.
Bei polnischen Meisterschaften siegte Popieluch dreimal mit der Staffel (1986–1988) und jeweils einmal über 5 km (1986) und 20 km (1986).